# Trypilia
Tripilia (en ucraniano: Трипiлля)  es un pueblo de 2800 habitantes, en la óblast de Kiev (Ucrania). Está situada sobre el río Dniéper, a unos 40 km al sur de Kiev.

## Historia
Tripilia es una civilización neolítica que existió en el territorio de la actual Ucrania del 5400 al 2700 a. C.
Fue una cultura hermana de la cultura de Cucuteni, que existió en Rumanía en la misma época.
Las dos características más prominentes de la civilización tripiliana son el colorido ornamental de la cerámica y las gigantescas aldeas.
La última fue descubierta en los años setenta, con la ayuda de la fotografía aérea. El carbono ha datado lugares de algunas de aquellas ciudades entre el 4200 y el 2750 a. C., siendo estas las más antiguas ciudades conocidas de la prehistoria europea.
La más grande de todas fue una proto-ciudad tripiliana cerca de la actual Tal'anky (Ucrania).
Cubría un área de cerca de 450 ha y tenía unos 3,5 km de diámetro. Talanky fue construida entre el 3700 y el 3500 a. C.